# Omnisme
Omnisme is het geloof dat geen enkele godsdienst de enige waarheid is, maar dat waarheden in alle godsdiensten te vinden zijn. Degenen die deze overtuiging aanhangen, worden omnisten genoemd. Omni is afgeleid van het Latijnse "omnis", dat al, geheel of alle(n) betekent.

## Overtuiging
Omnisten erkennen alle religies. Eén van de belangrijkste overtuigingen is dat alles wat in deze wereld wordt gecreëerd belangrijk is. Philip James Bailey gebruikte het woord omnist voor het eerst in zijn gedicht Festus, gepubliceerd in 1839. Samengevat legt het gedicht de relatie van de mens met God en Gods relatie met de mens uit. In zijn gedicht schreef hij: "I am an omnist, and believe in all religions."
Volgens de Oxford English Dictionary gelooft een omnist in één enkel transcendent doel of oorzaak die alle dingen of mensen verenigt. Sommige omnisten leggen dit zo uit dat alle religies verschillende componenten van een gedeelde waarheid hebben, of plaatsen omnisme tegenover dogmatisme, in die zin dat omnisten bereid zijn waarheden uit alle religies te aanvaarden. Omnisten geloven niet dat er een enkele opperste waarheid is, maar eerder dat er een oneindig aantal mogelijkheden kunnen zijn.

## Religie
Godsdiensten zijn volgens omnisten het product van de evolutie en veranderen van bijvoorbeeld animisme, polytheïsme, monotheïsme en boeddhisme. Ze kennen verschillende evolutiestadia. De essentie van deze leringen is altijd dezelfde: de onbekende ultieme werkelijkheid, de heilige waarheid, transcendentale realiteit, simpelweg "onbekend". Men noemt het bijvoorbeeld God, universum, bewustzijn, Allah, brahman of nirwana. Omnisten geloven dat boodschappers als Boeddha, Jezus en Mohammed allen liefde onderwezen en dat liefde hun eigenlijke religie was.